# توکه‌لو
توکه‌لو (به هلندی: Twekkelo) یک منطقهٔ مسکونی در هلند است که در انسخده واقع شده‌است. توکه‌لو ۲۴۰ نفر جمعیت دارد.